# یاکیتاته!! ژاپن
یاکیتاته!! ژاپن (焼きたて!! ジャぱん, "تازه پخته‌شده! ژاپن") یک مجموعه مانگای ژاپنی اثر تاکاشی هاشیگوچی است. این مانگا از دسامبر ۲۰۰۱ تا ژانویه ۲۰۰۷ در هفتگی شونن یکشنبه منتشر شد و فصل‌های آن نیز تاکنون در ۲۶ جلد تانکوبون جمع‌آوری شده است.
سانرایز یک مجموعه انیمهٔ تلویزیونی در ۶۹ قسمت از این اثر اقتباس کرد که از اکتبر ۲۰۰۴ تا مارس ۲۰۰۶ از تی‌وی توکیو پخش شد.
یاکیتاته!! ژاپن در سال ۲۰۰۴، برندهٔ چهل‌ونهمین جایزهٔ مانگای شوگاکوکان در بخش شونن شد.